# Ludowa Samoobrona Obwodu Północnego
Ludowa Samoobrona Obwodu Północnego (ros. Национальное ополчение Северной области) - ochotnicza formacja zbrojna w składzie Frontu Północnego podczas wojny domowej w Rosji
Pierwsze oddziały Ludowej Samoobrony powstały w Archangielsku latem 1919 r. z rozkazu gen. Jewgienija K. Millera, który stał na czele Wojsk Obwodu Północnego, przemianowanych później na Front Północny. W skład formacji mieli wejść wszyscy mężczyźni zdolni nosić broń mieszkający w mieście i jego okolicach. Dowódcą Ludowej Samoobrony został gen. lejt. Torsten K. Wadenszerna, zaś od lutego 1920 r. gen. Siergiej S. Sawwicz. W lipcu-wrześniu zostały sformowane m.in. Kompania Archangielska, Kompania Majmaksanska płk. Nikołaja A. Olizorowskiego, Kompania Uść-Pinieska, Kompania Chołmogorska, Kompania Jemiecka płk. Aleksandra A. Dormidontowa. Kompanię Murmańską utworzono 4 listopada. Ich szkoleniem zajmowali się oficerowie rezerwy, a także oficerowie służby czynnej garnizonów poszczególnych miejscowości. Początkowo pełniły one zadania wartownicze i ochronne w miejscowościach, w których je utworzono. W ten sposób wszystkie regularne oddziały wojskowe mogły zostać wysłane na front. Na przełomie 1919/1920 r. kompanie Ludowej Samoobrony zostały rozwinięte w drużyny. Na bazie Kompanii Archangielskiej powstały 1 i 2 Drużyny Archangielskie. Liczebność formacji osiągnęła ok. 10 tys. ludzi. Od poł. 1920 r., kiedy sytuacja militarna wojsk Białych zaczęła gwałtownie się pogarszać, na front wysłano też drużyny Ludowej Samoobrony. Poniosły one bardzo duże straty w walkach z oddziałami bolszewickimi.